# Cantón de Belfort-Este
El cantón de Belfort-Este (en francés canton de Belfort-Est) era una división administrativa francesa, que estaba situada en el departamento del Territorio de Belfort y la antigua región de Franco-Condado.

## Composición
El cantón estaba formado por una fracción de la comuna de Belfort.

## Historia
Fue creado en 1967. En aplicación del decreto n.º 2014-155 del 13 de febrero de 2014, el cantón de Belfort-Este fue suprimido el 1 de abril de 2015 y la fracción de la comuna que le daba su nombre se unió con las demás fracciones para que, por medio de una reestructuración cantonal, fueran creados los nuevos cantones de Belfort-1, Belfort-2 y Belfort-3.